# Jānis Strupulis
Jānis Strupulis né en 1949 à Vecpiebalga est un artiste letton. 

## Biographie
Jānis Strupulis a dessiné la série de pièces lettonnes en lats de 1992 avec Gunārs Lūsis.
Jānis Strupulis a également dessiné d'autres pièces de la République de Lettonie, à savoir la pièce bimétallique de 2 lats (1999) et quelques variantes de la pièce de 1 lats (1999, 2001)
En 2018, une plaque commémorative à l'effigie de l'artiste Eduards Vītols (1877-1954), réalisée par Jānis Strupulis a été dévoilée à Jūrmala, rue Ķemeru, près de la maison qui appartenait autrefois à Vītols.